# Dorethea van der Merwe
Dorethea van der Merwe was de eerste blanke vrouw ooit die in Zuid-Afrika werd opgehangen als gevolg van een veroordeling tot de doodstraf. Ze werd terechtgesteld voor haar deel in de moord op Louis Tumpowski, in Transvaal 1918.

## Louis Tumpowski
Van der Merwe was een boerin die Tumpowski ontmoette toen die haar boerderij bezocht om te kijken of daar producten te koop waren die hij kon gebruiken. In plaats daarvan vervulde hij in 1914 persoonlijk Van der Merwes vraag naar een manager voor haar grond - Treurfontein - en trok hij bij haar in. De overeenkomst werd in een contract vastgelegd.
Toen Van der Merwe in 1918 haar boerderij wilde verkopen, bleek in het contract vast te liggen dat Tumpowski er een eerste optie op had voor £35,- per hectare, wat onder de marktprijs was.

## Herman Swartz
Vervolgens ontmoette ze Hermanus Lambertus Swartz, die verliefd was op haar dochter Polly. Samen besloten ze dat moord de beste manier was om van Tumpowski af te komen. In de nacht van 2 februari 1918 drong hij samen met medicijnman Jim Bird Tumpowski's kamer binnen. Nadat Bird hem eerst de hersens insloeg, sneed Swartz hem de keel door om zeker te zijn dat hij dood was. Ondertussen probeerde Van der Merwe te voorkomen dat haar huis onder de bloedsporen kwam te zitten met een deken. Samen met drie andere werklui - Hermanus, Andries en Piccanin - begroeven ze ten slotte Tumpowski's lichaam.

## Opsporing
Toen drie maanden later Tumpowski's zus contact met hem probeerde op te nemen, lukte dit niet, waarop ze de politie vroeg hem op te sporen. In 1920 besloot de politie, inmiddels op de hoogte van het beruchte contract, Van der Merwes boerderij te onderzoeken. Rechercheur Frederick William Daniels begon samen met acht gevangenen uit de Lichtenberg Prison te graven. Hoewel het een maand lang niets opleverde, bekende Bird bij een verhoor de misdaad, waarop hij zich bij de gravers voegde. Op 20 september 1920, meer dan twee jaar na de moord, werd Tumpowski's lijk daarop gevonden. Vervolgens werden Van der Merwe, Swartz, Bird en de drie medeplichtigen gearresteerd.

## Straffen
Zowel Van der Merwe (voor het initiatief tot moord) als Swartz (voor moord) werden schuldig bevonden en opgehangen. Bird maakte een deal met de politie. In ruil voor zijn hulp om de misdaad te bewijzen, werd hij niet vervolgd. Twee van de medeplichtigen werden vrijgesproken vanwege een gebrek aan bewijs. De derde werd niet aangeklaagd.